# 다시 만난 날들
"다시 만난 날들"은 2020년에 개봉한 대한민국의 영화이다.

## 캐스팅
- 홍이삭
- 장하은
- 서영재
- 양태환
- 차민호
- 장다현

## 같이 보기
- 2020년 대한민국의 영화 목록